# The Hidden Wiki
The Hidden Wiki ist ein Wiki, das als versteckter Dienst über Tor betrieben wird. Es enthält eine Linksammlung zu anderen Onion-Routing-Seiten und Lexikon-Artikeln in einem Wiki.

## Struktur
The Hidden Wiki existiert seit dem Oktober 2008; es operiert mit der Pseudo-Top-Level-Domain .onion und kann über die versteckten Dienste (englisch hidden services) des Tor-Netzwerks erreicht werden, die eine starke Anonymisierung sicherstellen. Im offenen Internet existiert nur eine Einstiegsseite mit detaillierten Anleitungen zu Installation und Gebrauch. Seit 2014 existieren mehrere Wikis dieses Namens mit unterschiedlichen Darknet-Adressen und ebenfalls im Darknet befindlichen Mirrors.

## Inhalte
Gesammelt werden zum Beispiel Links auf Websites mit Pornografie, Online-Marktplätze wie Silk Road oder Black Market Reloaded – neben verschiedenen Blogs und Nachrichten-Websites. Unter Kritik steht die Seite vor allem aufgrund darauf befindlicher Links zu Seiten mit kinderpornographischen Inhalten. Einige Klone der Seite verbieten jedoch derartige Links.

## Operation Darknet
Im Oktober 2011 fand die sogenannte Operation Darknet
des Anonymous-Kollektivs statt: Nach eigenen Angaben legten dessen Aktivisten den Online-Tauschring für Kinderpornographie Lolita City lahm, veröffentlichten die Namen von 1600 Nutzern und löschten die auf einem Server von Freedom Hosting gespeicherten Bilder dazu. Am nachfolgenden Tag wurden die Inhalte des gekaperten Hidden Wiki von Anonymous veröffentlicht.